# El Danubio (conjunto de relatos)
El Danubio narra un viaje de Claudio Magris, germanista y escritor italiano (Trieste, n. 1939), en compañía de unos amigos por el río Danubio, a mediados de los años 80 y que cubrió prácticamente toda su extensión, desde las proximidades de su nacimiento –en la Selva Negra alemana- hasta su desembocadura en el Mar Negro, en el litoral ucraniano.

## Características

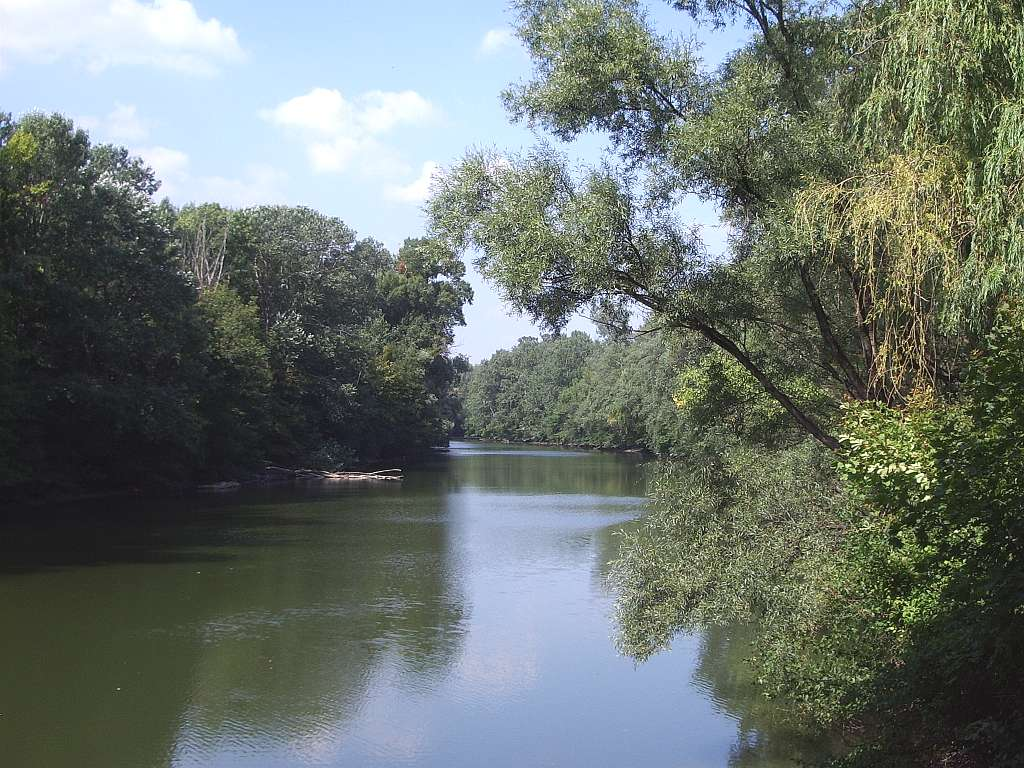
vista del Danubio en el Prater de Viena.

El viaje discurre a través de los lugares en los que nacieron, vivieron o por los que pasaron personajes más o menos conocidos de la historia, la cultura y la literatura de la Europa Central que están de alguna manera relacionados con el río Danubio, tejiendo una densa red de referencias y citas, además de reflexiones personales sobre temas tales como la fama literaria, el concepto de nación y la relación entre el idioma y la ubicación geográfica y política.
El libro es también el relato de un viaje "externo e interno" por el paisaje cultural de un río que atraviesa la Europa central a lo largo de casi 3.000 kilómetros.
Es un recorrido por lo que se conoce culturalmente como Mitteleuropa, en cuya gestación y desarrollo los factores germano y judaico fueran fundamentales tal como dice Magris: «La cultura alemana, y con ella la judía, ha sido un coeficiente de unidad y de civilización en la Europa centro-oriental».
El río Danubio representa en esta Europa central mucho más que un simple accidente geográfico. Su papel es el de una posible articulación de la convivencia entre los pueblos (la civilización danubiana o habsburguesa, «un mundo detrás de las naciones»), en contraposición con la idea exclusivista de los  nacionalismos alemán y de los diferentes pueblos eslavos. Magris perfila la disputa entre los dos paradigmas como la disputa entre Austria y Prusia. Austria propuso en la época de los Habsburgo hacer de crisol de pueblos y de culturas en un imperio supranacional, mientras que la Prusia de los Hohenzollern buscaba una Pangermania unificadora con distintas castas según la procedencia étnica de los pobladores. Magris resalta la circunstancia de que la Mitteleuropa fue una realidad en la última etapa del Imperio de los Habsburgo y dice que suponía: «Una tolerante convivencia comprensiblemente llorada después de su final». El viaje narrado en el libro sigue casi siempre el cauce del río a través de Alemania, Austria, Hungría, Checoslovaquia, Rumania, y Bulgaria, rememorando muchas veces los acontecimientos del pasado: la historia de la catedral de Ulm, la vida en  Timisoara bajo Ceaucescu y la muerte de Rodolfo de Habsburgo y de Marta Vetsera en un pabellón de caza el 30 de enero de 1889, el sitio de Viena por los ejércitos turcos en 1683 y la celebración anual del vino de Pécs. También menciona celebridades de la literatura como Elias Canetti en Ruse, Céline en Sigmaringen, Paul Celan en Tulcea.  
Se van encontrando las numerosas etnias que coexisten a veces en minúsculas geografías. Se explica que en Vojvodina hay veinticuatro grupos étnicos. Mitteleuropa es la eclosión de la diversidad, fruto de una historia que en la época del libro atravesaba un periodo de transición y que después de las convulsiones de los años 90 sigue viva su propia evolución, en el marco de la Europa aún invertebrada del siglo XXI. 
El libro resalta el papel de la cultura germánica, en su versión danubiana: «los alemanes han sido los romanos de Mitteleuropa», dando «una civilización unitaria a un batiburrillo de estirpes diversas». El libro trasmite el profundo recelo de su autor ante los nacionalismos interpretados como bandera de lucha, que han causado miles de víctimas inocentes en esa zona geográfica.
Magris indica que el libro defiende la memoria histórica de Europa, "Es una guerra contra el olvido. El libro tiene la forma y el sentido de una arqueología, de una arqueología de la vida en cualquier caso, que trata de descubrir los diferentes estratos. Con el viaje trato de elevarme por encima de tantos desastres que han destruido tantos destinos pequeños". "El propósito de este viaje, es salvar lo posible, saltar por encima de lo que ha impedido el desarrollo de las particularidades, pero liberándose de la propia obsesión por lo propio. El libro debe dar la sensación de que hay una cultura europea que todavía está por venir, que se está formando". "Creo que el libro es consciente de las tremendas tragedias sucedidas. Lo que yo asumo es la defensa de lo particular, porque la vida no es otra cosa.  
Por otra parte, he detallado a todas la víctimas, siempre víctimas, del particularismo. He tratado de demostrar además que toda defensa a ultranza de la particularidad se convierte en un gesto de violencia. El libro no tiene una finalidad política".

## Secciones
Una cuestión de profundidad (Las fuentes)
Las fuentes del Danubio, Furtwangen, Sigmaringen, Celine
El Danubio universal del ingeniero Newelowsky (Alemania)
Ulm, Grillparzer, Jean Paul, Mengele, Ratisbona, Passau
En la Región de Wachau (Wachau)
Linz, Stifter, Marianne Jung-Willemer, Mauthausen,
El Café Central (Viena)
Viena, María Vetsera, los Turcos, Zentralfriedhof, Elisabeth de Baviera
Castillos y Drevenice (Eslovaquia)
Bratislava, Novomesky
Panonia (Hungría)
Hungría, "Kocsis", Krleza, Budapest, Lukacs,
La abuela Anka (Banato y Transilvania)
"La abuela, Anka, Bela Crkva, Timisoara, Transilvania
La cartografía incierta (Bulgaria)
Bulgaria, Ruse, Elias Canetti
Matoas (Rumanía)
Bucarest, el delta

## Edición
El Danubio, Anagrama, 1988, traducción de Joaquín Jordá (o Milán, Garzanti 1986). Premios Internacionales Antico Fattore y Bagutta.